# 超こち亀
『超こち亀』（ちょうこちかめ）は、秋本治の漫画『こちら葛飾区亀有公園前派出所』（以下『こち亀』と表記）連載30周年を記念して発売された書籍。正式表記は『こちら葛飾区亀有公園前派出所連載30周年記念出版 超こち亀』。
2006年9月15日に発売されたが、多くの書店ですぐに完売し、同年10月に重版が発行された。

## 概要
後述する5つの合作、85組88名の漫画家による1ページトリビュート漫画、写真家大西みつぐの撮りおろし写真などが収録されている。予約のみで販売された道楽BOXにはこの本に加えて、両津勘吉の胸像、ニューナンブ型テレビリモコン、縮小版『こち亀』第1話収録の『週刊少年ジャンプ』1976年42号、30周年記念腕時計、カタ屋のかた、高級ベーゴマ（金メッキ風）、超特製メンコ、両津家家系図巻物が特製BOXに入っていた。コミックス150巻分（1435話分）の内容を検索可能な「超こち亀データベース」、登場人物593名を収録した「Kamedasキャラクター事典」などを収録したCD-ROM「デジ亀」。アリオ亀有内「こち亀ゲームぱ〜く」にある実在のモグラ叩きゲーム『両さんのボーナス争奪戦』を模した同名のミニゲームも収録している。
永六輔、大沢在昌、ラサール石井、漫画家では池沢さとし、平松伸二、江口寿史へのインタビューをそれぞれ収録。また、作者の秋本に対してはロングインタビューを行っており、この中のコラムとして質問コーナー「一問一答150連発!」を掲載している。

## クロスオーバー
| タイトル                                                 | 作品・作者                               | 登場人物                                                                                         | 備考              |
| -------------------------------------------------------- | ---------------------------------------- | ------------------------------------------------------------------------------------------------ | ----------------- |
| 走者の休日                                               | 『ゴルゴ13』（さいとう・たかを）         | - デューク東郷                                                                                   | [ 1 ]             |
| 両津勘吉VSルパン三世                                     | 『ルパン三世』（モンキー・パンチ）       | - ルパン三世 - 次元大介 - 石川五ェ門（顔は描かれていない） - 峰不二子 - 銭形警部（ルパンの変装） |                   |
| 正義超人亀有大集結!!の巻                                 | 『キン肉マン』（ゆでたまご）             | - キン肉マン - テリーマン - バッファローマン - ウォーズマン - ロビンマスク                       | [ 2 ]             |
| こちらナメック星ドラゴン公園前派出所                     | 『DRAGON BALL』（鳥山明）                | - フリーザ - アプール - ベジータ - 孫悟空                                                        | [ 3 ]             |
| 両津VS首領パッチ!! 〜Jギャグオールスターズ葛飾大騒動!!〜 | 『真説ボボボーボ・ボーボボ』（澤井啓夫） | - ボボボーボ・ボーボボ - ところ天の助 - 首領パッチ                                               | [ 4 ] [ 5 ] [ 6 ] |
| 両津VS首領パッチ!! 〜Jギャグオールスターズ葛飾大騒動!!〜 | 『ピューと吹く!ジャガー』（うすた京介）  | - ジャガージュン市 - 浜渡浩満 - ハミィ - G子                                                     | [ 4 ] [ 5 ] [ 6 ] |
| 両津VS首領パッチ!! 〜Jギャグオールスターズ葛飾大騒動!!〜 | 『太臓もて王サーガ』（大亜門）           | - 百手太臓                                                                                       | [ 4 ] [ 5 ] [ 6 ] |
| 両津VS首領パッチ!! 〜Jギャグオールスターズ葛飾大騒動!!〜 | 『メゾン・ド・ペンギン』（大石浩二）     | - 管理Pさん - バカ彦くん                                                                         | [ 4 ] [ 5 ] [ 6 ] |

## 1ページトリビュート漫画
自分の作品に『こち亀』のキャラクターを登場させる1ページ漫画。作品を寄せた漫画家は次の通り。なお上記の『ゴルゴ13』や『ルパン三世』のように、集英社以外の出版社の漫画もある。
括弧内は、1ページトリビュート漫画の舞台となる作品。
以下は掲載順。
- 相原コージ（『コージ苑』）
- 天野明（『家庭教師ヒットマンREBORN!』）
- 天野こずえ（『ARIA』）
- 天野洋一（『OVER TIME』）
- 荒川弘（『鋼の錬金術師』）
- 荒木飛呂彦（『STEEL BALL RUN』）
- あろひろし（『ボクの社長サマ』）
- 池沢さとし（『サーキットの狼』）
- 一条ゆかり（『有閑倶楽部』）
- 一本木蛮（『戦え奥さん!!不妊症ブギ』）
- いとうみきお（『謎の村雨くん』）
- 稲垣理一郎・村田雄介（『アイシールド21』）
- 井上雄彦（『SLAM DUNK』）
- 岩代俊明（『みえるひと』）
- 臼井儀人（『クレヨンしんちゃん』）
- うすた京介（『ピューと吹く!ジャガー』）
- うすね正俊（『砂ぼうず』）
- 梅澤春人（『BØY』、『カウンタック』）
- 江口寿史（『キャラ者』）
- 大石浩二（『メゾン・ド・ペンギン』）
- 大暮維人（『天上天下』）
- 大場つぐみ・小畑健（『DEATH NOTE』）
- 岡野剛（『地獄先生ぬ〜べ〜』）
- 尾田栄一郎（『ONE PIECE』）
- かずはじめ（『明稜帝梧桐勢十郎』）
- 桂正和（『ウイングマン』）
- 叶恭弘（『エム×ゼロ』）
- 神尾葉子（『花より男子』）

- 河下水希（『いちご100%』）
- 岸本斉史（『NARUTO -ナルト-』）
- 久保帯人（『BLEACH』）
- くらもちふさこ（『天然コケッコー』）
- 寿らいむ（『王様ゲーム』）
- 許斐剛（『テニスの王子様』）
- 小林よしのり（『おぼっちゃまくん』）
- コンタロウ（『1・2のアッホ!!』）
- 里中満智子（『天上の虹』）
- 澤井啓夫（『真説ボボボーボ・ボーボボ』）
- 三条陸・稲田浩司（『冒険王ビィト』）
- 島袋光年（『世紀末リーダー伝たけし!』）
- 杉田尚（『斬』）
- 鈴木信也（『Mr.FULLSWING』）
- 曽山一寿（『絶体絶命でんぢゃらすじーさん』）
- 空知英秋（『銀魂』）
- 大亜門（『太臓もて王サーガ』）
- 高橋和希（『遊☆戯☆王』）
- 高橋陽一（『キャプテン翼』）
- 高橋よしひろ（『銀牙 -流れ星 銀-』）
- 武井宏之（『スマッシュボマー』）
- ちばてつや（『のたり松太郎』）
- つの丸（『みどりのマキバオー』）
- 冬目景（『イエスタデイをうたって』）
- 冨樫義博（『HUNTER×HUNTER』）
- 徳弘正也（『ジャングルの王者ターちゃん』）
- とみさわ千夏（『P女子寮のネコである』）
- 西義之（『ムヒョとロージーの魔法律相談事務所』）

- 萩原一至（『BASTARD!! -暗黒の破壊神-』）
- 原哲夫（『蒼天の拳』）
- 樋口大輔（『ホイッスル!』）
- 平松伸二（『ドーベルマン刑事』、『ブラック・エンジェルズ』）
- 藤井みほな（『GALS!』）
- 藤崎竜（『封神演義』）
- 藤島康介（『逮捕しちゃうぞ』）
- 北条司（『Angel Heart』）
- 星野桂（『D.Gray-man』）
- 星野之宣（『ブルーシティー』、『宗像教授異考録』）
- 増田こうすけ（『ギャグマンガ日和』）
- 松井優征（『魔人探偵脳噛ネウロ』）
- 水島新司（『ドカベン』）
- 水野英子（『ハニー・ハニーのすてきな冒険』）
- 宮下あきら（『魁!!男塾』）
- 望月三起也（『ワイルド7』）
- 本宮ひろ志（『男一匹ガキ大将』）
- 森川ジョージ（『はじめの一歩』）
- 森田まさのり（『べしゃり暮らし』）
- 森本梢子（『ごくせん』）
- 矢口高雄（『釣りキチ三平』）
- 矢代まさこ（『ようこシリーズ おはぎの嫁入り』）
- やなせたかし（『アンパンマン』）
- 矢吹健太朗・長谷見沙貴（『To LOVEる -とらぶる-』）
- 山本貴嗣（『紅壁虎』）
- 吉田戦車（『伝染るんです。』）
- 和月伸宏（『るろうに剣心 -明治剣客浪漫譚-』）